# Акасакі Ісаму
Акаса́кі Іса́му (【赤崎勇】 あかさき-いさむ, англ. Isamu Akasaki; 30 січня 1929 — 1 квітня 2021) — японський науковець, інженер-електронік, фізик. Винахідник синього світлодіода. Лауреат Нобелівської премії з фізики (2014). Народився у містечку Чіран (сучас. м. Мінамі-Кюшю), Каґошіма, Японія. Випускник Кіотського університету (1952). Доктор технічних наук (1964, Наґойський університет). Голова Токійського дослідницького відділу Panasonic Corporation. Професор Наґойського університету і університету Мейджьо.

## Відзнаки
- 2014: Нобелівська премія з фізики разом Накамурою Шюджі та Амано Хіроші.